# Грімпар білогорлий
Грімпа́р білогорлий (Dendrocincla merula) — вид горобцеподібних птахів родини горнерових (Furnariidae). Мешкає в Амазонії та на Гвіанському нагір'ї.

## Опис
Довжина птаха становить 16-21 см, вага 28-57 г. Забарвлення переважно коричневе, на горлі вузька біла пляма. Очі блакитнувато-сірі.

## Підвиди
Виділяють сім підвидів:
- D. m. bartletti Chubb, C, 1919 — від центральної Колумбії і центральної Венесуели до східних Еквадору і Перу, північної Болівії і західної Бразилії (на схід до Ріу-Негру і Мадейри);
- D. m. merula (Lichtenstein, MHK, 1820) — Гвіана і північна Бразилія (на схід від річки Ріу-Бранку в Рораймі і північній Парі);
- D. m. obidensis Todd, 1948 — Бразильська Амахонія (на північ від Амазонки, від Ріу-Негру на схід до Амапи);
- D. m. remota Todd, 1925 — схід Болівійської Амазонії (північний Санта-Крус), можливо, також в сусідніх районах Бразилії в Пантаналі;
- D. m. olivascens Zimmer, JT, 1934 — Бразильська Амазонія (на південь від Амазонки, від Мадейри до Тапажоса);
- D. m. castanoptera Ridgway, 1888 — Бразильська Амазонія (на південь від Амазонки, від Тапажоса то Токантінса);
- D. m. badia Zimmer, JT, 1934 — Бразильська Амазонія (на південь від Амазонки, від Токантінса до Мараньяна).

## Поширення і екологія
Білогорлі грімпарі мешкають в Колумбії, Венесуелі, Гаяні, Французької Гвіані, Суринамі, Еквадорі, Перу, Бразилії і Болівії. Вони живуть в підліску вологих рівнинних тропічних лісах Амазонії та у варзейських лісах (тропічних лісах у заплавах Амазонки і її притоків). Зустрічаються на висоті до 300 м над рівнем моря.